# 海因里希·鲁本斯
海因里希·鲁本斯（德語：Heinrich Rubens，1865年3月30日—1922年7月17日）是一名德国物理学家。

## 生平
1865年生于拿骚公国威斯巴登的一个犹太家庭。在美因河畔法兰克福上完高中后，1884年起，他在达姆施塔特和柏林的技术大学学习电气工程 。第二年，转至柏林大学学习物理学 。一学期后，转至斯特拉斯堡。1888年，鲁本斯获得了博士学位。1890-1896年间，被聘为物理研究所的助理，并在1892年取得特许任教资格。当时他已因为对红外线的实验性研究而受到赞扬。
1896年，鲁本斯在柏林夏洛滕堡的柏林工业大学获得了一份讲师职位。使得他可以在德国联邦物理技术研究院附近继续他的实验研究。1900年，他在那里完成了对黑体辐射的重要测量，而闻名于世。同年被提升为教授。
1906年，保罗·德鲁德从柏林大学的教授职位离任。鲁本斯获得了这个职位，并被任命为物理研究所所长。1908年，入选普鲁士科学院。1910年获得拉姆福德奖章后参加了第一届索尔维会议。
1922年，因长期患病去世，享年57歲。

## 后事
马克斯·普朗克在一次科学院的纪念会议上，谈到鲁本斯：

「如果沒有魯本斯的干預，輻射定律的發展以及量子理論的基礎也許會以完全不同的方式出現，或者根本不會在德國發展起來。」
鲁本斯的黑体辐射研究，影响了普朗克的研究，推动了量子力学的发展。

## 家庭
- 妻、玛丽，1941年因害怕遭纳粹驱逐和杀害而自杀[5] 。